# Amsbergs kapell
Amsbergs kapell är ett kapell i Amsberg i Borlänge kommun. Kapellet tillhör Stora Tuna församling i Västerås stift.

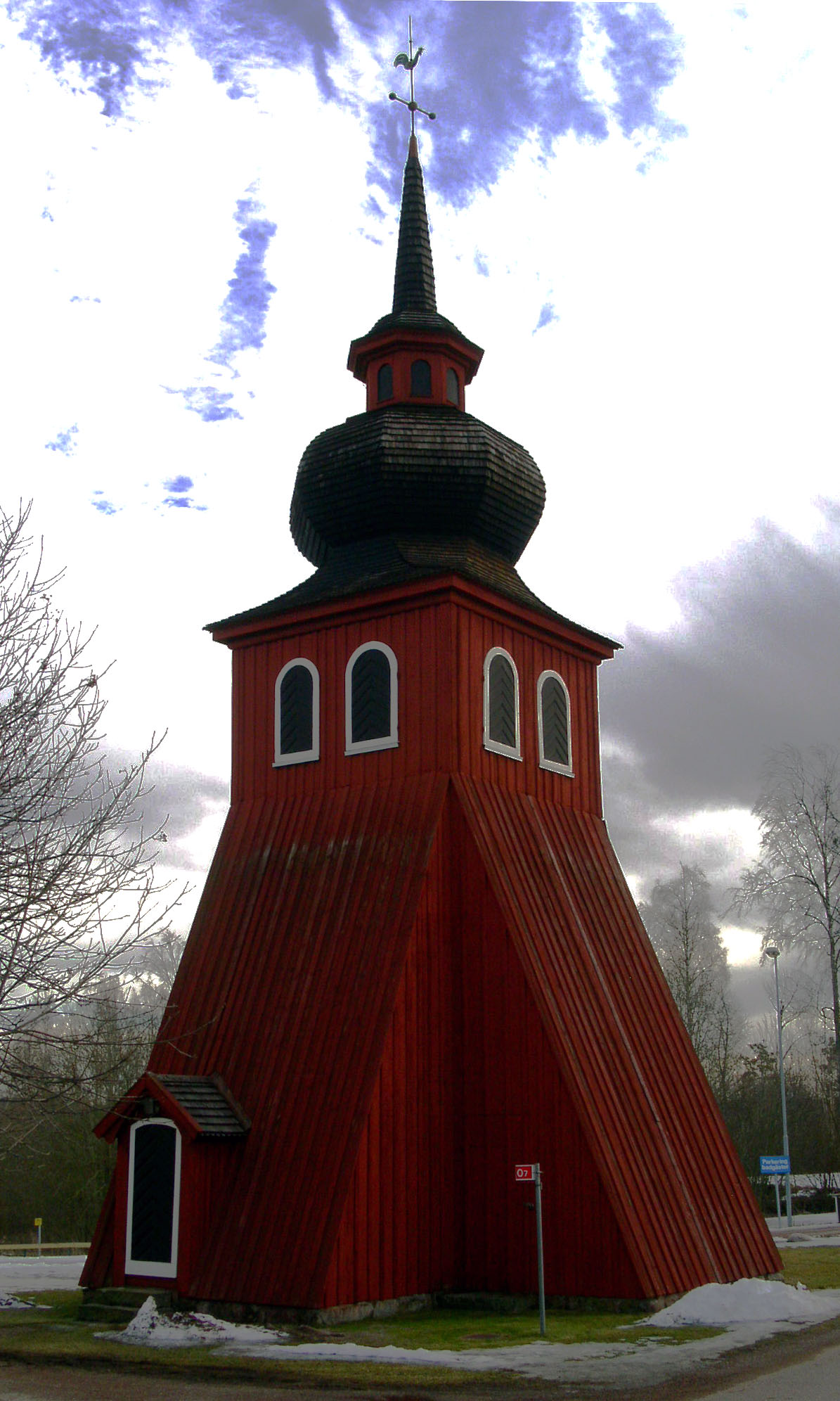
Klockstapeln

## Kyrkobyggnaden
Kapellet som uppfördes 1683 har en stomme av trä och består av rektangulärt långhus med kor i öster. I nordost finns en vidbyggd sakristia och i sydväst ett vidbyggt vapenhus. Ytterväggarna är klädda med stående rödmålad träpanel. Byggnaden täcks av ett valmat sadeltak.
Sakristian utvidgades 1749-1751 samtidigt som nuvarande vapenhus uppfördes. 1924-1925 genomfördes en restaurering under ledning av arkitekt Magnus Dahlander då ett kyrktorn vid västra sidan revs. Tornet var troligen samtida med kapellet.

## Kyrkogården
Söder om kapellet står en klockstapel uppförd 1925 efter ritningar av Magnus Dahlander.
Den relativt lilla kyrkogården runt kapellet i Amundsberg anlades år 1800 men öppnades formellt först 1841. I nutiden äger sällan gravsättningar rum där eftersom den är fullbelagd. Stoftet efter konstnären Pelle Hedman vilar under en sten rest av hembygdsföreningen.

## Inventarier
- Altarskåpet i skuren ek är tillverkat i Lübeck på 1490-talet. Skåpet överlämnades 1759 till Amsbergs kapell från att tidigare ha varit i Stora Tuna kyrka. Altarskåpet har en omramning från 1652.
- Predikstolen tillverkades 1621 och fanns tidigare i Stora Tuna kyrka. Ljudtaket har fem statyetter från 1400-talet.
- Dopfunten har ett ställ av furu och ett dopfat av tenn som båda är från mitten av 1700-talet.